# Teatro Renault
Teatro Renault (antigo Teatro Paramount e antigo Teatro Abril) é um teatro brasileiro que foi inaugurado em 1929, incendiado em 1969, reformado em 2000 e reinaugurado em 2001. Localiza-se na Avenida Brigadeiro Luís Antônio, na cidade de São Paulo.

## História
Primeiro cinema sonoro da América Latina, foi durante muitos anos um modelo para outros teatros, tendo sido patrocinado pela Paramount Pictures. A área total é de 5 500 metros quadrados, com capacidade para 1 530 espectadores com ampla visibilidade, seja qual for o lugar escolhido. O palco, um dos melhores de São Paulo, possui 210 metros quadrados por 36 metros de altura, incluindo urdimento.
O Cine Theatro Paramount foi inaugurado em abril de 1929 com o filme The Patriot (Brasil: Alta Traição / Portugal: O Patriota). Durante a cerimônia de inauguração, foi proferido um discurso do cônsul brasileiro em Nova Iorque, Sebastião Sampaio (1884-1963), que se tornou o primeiro transmitido com som na América Latina, através do sistema Movietone sound system. Notabilizou-se nos anos 60 por acolher o Festival de Música Popular Brasileira  transmitido pela TV Record, em que Edu Lobo e Marília Medalha venceram, em 1967, com Ponteio. No mesmo ano, vaiado enquanto tentava apresentar Beto Bom de Bola, Sérgio Ricardo quebrou o violão no palco e, aos gritos, arremessou-o contra a plateia. No palco, estiveram também Tom Zé, que cantou São São Paulo, meu amor (1968) - um marco da Tropicália - e Caetano Veloso, que  cantou Alegria, Alegria - outro hino da Tropicália.
Em 13 de julho de 1969, um incêndio destruiu grande parte de suas instalações. Recuperado nos anos 1970, entrou em decadência até ser fechado em 1996. Na virada do milênio, suas instalações foram recuperadas pelo Grupo Abril em parceria com a CIE Brasil, subsidiária do grupo mexicano Corporación Interamericana de Entretenimiento. Em 2002 foi tombado pelo Conpresp, através da resolução nº 22.
Desde sua reinauguração em 2001, como Teatro Abril, a casa tem oferecido os mais tradicionais musicais da Broadway e West End. Espetáculos como Les Misérables, O Fantasma da Ópera, O Rei Leão e Miss Saigon.
Em 2012 a T4F - Entretenimentos assinou contrato com a multinacional Renault dos direitos de nome do Teatro Abril que a partir de 1° de novembro do mesmo ano passou a se chamar Teatro Renault.

## Crítica
Em 28 de setembro de 2014, foi publicado na Folha de S.Paulo o resultado da avaliação feita pela equipe do jornal ao visitar os sessenta maiores teatros da cidade de São Paulo. O local foi premiado com três estrelas, uma nota "regular", com o consenso: "Palco do musical "O Rei Leão" desde março de 2013, o local de arquitetura "art nouveau" não tem lugares para se sentar em seu hall de entrada nem sinalização para o bebedouro. A bonbonnière tem opções fartas e caras. O espaço entre as fileiras é pequeno, e a visibilidade do palco é boa na plateia mas ruim no mezanino —com pontos cegos, inclusive".

## Musicais
A Time For Fun oferece no Teatro Renault, sua principal casa da divisão de teatro, peças do gênero de Teatro musical, trazendo grandes espetáculos da Broadway e West End em suas versões de importação (réplicas), proporcionando a mesma experiência de se assistir ao show em sua casa original em Nova Iorque ou Londres. A maioria dos grandes nomes do teatro musical foram lançados neste teatro, entre eles: Daniel Boaventura, Jarbas Homem de Mello, Kiara Sasso, Saulo Vasconcelos, Marisa Orth e César Mello, além da nova geração que é capitaneada pelo astro Beto Sargentelli e pelas estrelas Myra Ruiz e Giulia Nadruz.
O lendário musical francês de Boublil & Schönberg, Les Misérables, foi o escolhido para reinaugurar o Cine-Teatro Paramount, fechado desde 1969, em 2001, sob o nome de Teatro Abril.
| Musical                                                  | Estreia*               | Encerramento            |
| -------------------------------------------------------- | ---------------------- | ----------------------- |
| Les Misérables                                           | 25 de abril de 2001    | 31 de março de 2002     |
| A Bela e a Fera                                          | 20 de junho de 2002    | 21 de dezembro de 2003  |
| Chicago                                                  | 28 de abril de 2004    | 19 de dezembro de 2004  |
| O Fantasma da Ópera                                      | 21 de abril de 2005    | 22 de abril de 2007     |
| Miss Saigon                                              | 12 de julho de 2007    | 14 de dezembro de 2008  |
| A Bela e a Fera (revival)                                | 30 de abril de 2009    | 8 de novembro de 2009   |
| Cats                                                     | 4 de março de 2010     | 19 de setembro de 2010  |
| Mamma Mia!                                               | 11 de novembro de 2010 | 18 de dezembro de 2011  |
| A Família Addams                                         | 2 de março de 2012     | 16 de dezembro de 2012  |
| O Rei Leão                                               | 28 de março de 2013    | 14 de dezembro de 2014  |
| Mudança de Hábito                                        | 05 de março de 2015    | 13 de dezembro de 2015  |
| Wicked                                                   | 4 de março de 2016     | 18 de dezembro de 2016  |
| Les Misérables (revival)                                 | 10 de março de 2017    | 10 de dezembro de 2017  |
| A Noviça Rebelde**                                       | 28 de março de 2018    | 27 de maio de 2018      |
| O Fantasma da Ópera (revival)                            | 2 de agosto de 2018    | 15 de dezembro de 2019  |
| Charlie e a Fantástica Fábrica de Chocolate, o Musical** | 17 de setembro de 2021 | 19 de dezembro de 2021  |
| A Família Addams (revival)                               | 10 de março de 2022    | 28 de agosto de 2022    |
| Anastasia                                                | 10 de novembro de 2022 | 7 de maio de 2023       |
| O Rei Leão (revival)                                     | 20 de julho de 2023    | 28 de julho de 2024     |
| Hairspray**                                              | 5 de setembro de 2024  | 15 de dezembro de 2024  |
| Clara Nunes, A Tal Guerreira***                          | 10 de janeiro de 2025  | 02 de fevereiro de 2025 |
| Wicked** (revival)                                       | 20 de março de 2025    |                         |

(*) Estreia aberta ao público geral; desconsiderando pré-estreias, coletivas de imprensa, sessões para convidados e ensaios abertos.
(**) Musical não realizado pela Time 4 Fun.
(***) Primeiro musical brasileiro a entrar em cartaz no Teatro Renault.